# Palazzo delle Arti (Nápoly)
A Palazzo delle Arti ma a Nápolyi Művészeti Múzeumnak (PAN) ad otthont. A 17. századi épületet Palazzo Carafa di Rocella néven ismerték, míg az Oktatási Minisztérium át nem alakította múzeummá. Az épületet a Sangro hercegek megbízásából építették Nápoly történelmi óvárosában.  
A múzeum ma 6000 m²-n modern művészeti alkotásokat mutat be (design, filmművészet, szobrászat, festészet). Híres művészek, akiknek alkotásai itt láthatók: Pistoletto, Gilbert&George, Marina Abramovic, Mimmo Paladino, Luigi Ontani, Dennis Oppenheim, William Kentridge, Kiki Smith, Ilya Kabakov és még sokan mások.
A múzeum mai koncepciójának kialakításához jelentősen hozzájárult Hegyi Lóránd magyar művészettörténész, aki 2002 és 2006 között volt az intézmény igazgatója.

## Külső hivatkozások
- http://webarchive.proni.gov.uk/20140408180444/http://www.palazzoartinapoli.net/